# Алматинский музыкальный колледж имени П. И. Чайковского
Алматинское музыкальное училище (колледж) им. П. Чайковского — первое в Казахстане музыкальное учебное заведение.
Первым директором был Сагыр Камалов, а его заместителем — будущий академик, казахский композитор Ахмет Жубанов.

## История

### 1931—1940
Историческое постановление Каз. Цика и Совета Народных Комиссаров от 13 января 1931 года гласило: «С осени 1931 года открыть в Алма-Ате музыкально-драматический техникум, набирать туда детей рабочих, бедняков, батраков и колхозников».
Алма-Атинское музыкальное училище имени П. И. Чайковского открылось в 1931 году.
23 апреля 1932 года вышло постановление «О перестройке литературно-художественных организаций», и уже в сентябре этого же года был открыт музыкально-драматический техникум. Это стало важным рубежом в развитии музыкального образования Казахстана. Первый директор техникума — советский, казахский писатель, драматург Сагыр Аймагамбетович Камалов.
В год открытия было принято 30 учеников. В 1933-1934 учебном году студенческий контингент составлял уже 130 человек, в их числе было двадцать пять студентов театрального отделения. Правительство Республики решило отозвать аспиранта Ленинградской академии искусствоведения Ахмета Куановича Жубанова и назначить его заместителем директора. А. Жубанов возглавил методическую и учебно-воспитательную работу техникума. Вскоре по его инициативе была создана экспериментальная музыкальная мастерская по усовершенствованию народных инструментов, открыт научно-исследовательский кабинет по записи и изучению народной музыки, организован студенческий ансамбль казахских народных инструментов, который на Первом Всеказахстанском слете народных талантов в 1934 году продемонстрировал свое искусство. Вскоре постановлением Президиума КазЦИК было принято решение о создании на основе студенческого ансамбля оркестра казахских национальных инструментов. Так родился известный всему миру Казахский Государственный академический оркестр народных инструментов имени Курмангазы, дирижёром и художественным руководителем которого был назначен Ахмет Жубанов.

### 1940—1999
В 1940 году в честь 100-летнего юбилея П. И. Чайковского училищу было присвоено имя композитора.
11 декабря 1995 года Приказом № 312 Министерства образования Республики Казахстан музыкальное училище им. П. Чайковского было преобразовано в музыкальный колледж.

### 1999-Настоящее время
В соответствии с постановлением Правительства Республики Казахстан от 27 августа 1999 года № 1264 «О реорганизации учреждений Министерства здравоохранения, образования и спорта Республики Казахстан». Музыкальный колледж им. П. И. Чайковского становится Республиканским государственным казённым предприятием «Алматинский музыкальный колледж имени П. Чайковского».
С открытия техникума, его возглавляли следующие директора: С. Камалов, А. Жубанов, Д. Бегімбеков, А. Құрманғалиев, И. Круглыхин, Х. Баянов, Т. Мұсырманқұлов, Б. Жүсібәлиев, А. Нұрбаев, Т. Өзбеков, В. Миненко, Б. Амангельдиев, М. Койшибаев (1968—1975), Ж. Ырысалдин, И. Өтешов, Б. Кенжебаев, Т. Қышқашбаев, С. Қожахметов, А. Қалиева.
В данный момент директором Колледжа является Заслуженный деятель РК Биржан Ескендирович Хасангалиев.
В 2017 году Алматинский музыкальный колледж имени П. Чайковского первым среди образовательных учреждений в сфере искусства успешно прошел процесс Международной аккредитации.

### Конкурсы
Республиканский конкурс казахских традиционных исполнителей «Көшпенділер әуені»
Республиканский конкурс вокалистов имени Куляш Байсеитовой
Республиканский конкурс эстрадного вокала Атамекет жулдызы